# Метро Груп
„Мѐтро Груп“ АД е холдингово дружество със седалище в Дюселдорф.
Групата управлява вериги магазини за търговия на едро и дребно. „Метро Груп“ обединява около 270 хил. работници по целия свят, 53% от които (142 хил.) са в Германия. Със своите канали за разпространение групата е активна в 31 страни.
Основана е през 1964 г. от проф. д-р Ото Байзхайм. Допринася за ерата на хипермаркетите, като изгражда първия обект в Европа. Избирането на самообслужваща търговска форма проправя лесно неговия път към Европа със създаването на „Großmärkte“ GmbH.

## История
„Метро“ АД е основана през 1964 г. със създаването на първия склад на едро с пряка продажба „Metro Cash & Carry“ (англ. плати и вземи – вид магазини, в които стоката се продава опакована, в по-големи количества и се взема на място, без доставка в къщи).
През 1967 г. фирмата „Франц Ханиел & партньори“ ООД, Дуисбург (с 200-годишна търговска традиция) създава партньорска фирма. В същата година се включват и братята Райнер и Михаел Шмид-Рутенбек (Дуисбург), с опит в търговията на едро.
Първата стъпка за излизане на международен пазар е отново обединение – с Dutch Steenkolen Handelsvereeniging SHV, през 1968 г. Това води до изграждане на по-мощен филиал – Makro. Така се слага началото на политика за разширяване и иновационно фокусиране върху пазарите в Южна и Западна Европа. След откриването на хипермаркетите в Турция и Мароко „Метро“ предвижда разширяване на пазарите в Азия и Източна Европа. За около 30 г. след нейното създаване веригата е създала над 200 търговски обекта в 12 страни. С тези си показатели тя се нарежда на видно място в света.
През 1971 г. привличат от „АйБиЕм“ първокласния мениджър Ервин Конради.
На 14 март 1996 г. се образува „Метро Груп“ като обединение на „Метро Кеш & Кери“ с търговския холдинг „Кауфхоф“ АД, с „Дойче СБ-Кауфхоф“ АД и с „Аско Дойче Кауфхаус“ АГ (в която „Метро“ вече е имало дял).
През 1998 г. „Метро Кеш& Кери“ – вече изцяло притежание на „Метрогруп“ АД, приема всички ръководни и управленчески функции на „Метро“ и „Макро“ хипермаркетите. „Метро Кеш & Кери“ взема ролята на ръководния холдинг за международно изграждане на по-нататъшните площи от търговския вид cash and carry. Местните cash and carry компании в съответните страни и провинции се контролират от независими ръководни органи.
През юли 2006 г. „Метро“ АД изкупува германските представителства на Wal-Mart, който по този начин напълно се оттегля от търговията в Германия. Тези представителства ще бъдат представяни под вече съществуващата търговска верига „Реал“. Оборотът на концерна същата година е 52 милиарда евро.
Компанията създава и своя собствена марка продукти ARO. Асортиментът обхваща над 550 артикула в хранителния и нехранителния сектор с фирмена гаранция за качество – месни продукти, ядки, рибни деликатеси, млечни продукти, основни храни и консерви, захарни изделия, напитки, замразени храни, битова химия и козметика, домашни потреби.

## „Метро Компакт“
От 2010 г. „Метро Кеш & Кери“ започва изграждането на нов формат магазини под името „Метро Компакт“, ориентиран изключително към продажба на едро на търговци на хранителни стоки. Към февруари 2012 г. в България има 3 магазина „Метро Компакт“ – в Хасково, Добрич и Сливен.

## Собственици
Ото Бейзхайм, семейство Ханиел и семейство Шмид-Рутенбек притежават 55,7% т.е. по 18,56% всеки.

## Метро група
- „Метро Кеш & Кери“ – търговия на едро
- Галерия „Кауфхоф“ (Galeria Kaufhof) – верига хипермаркети[2]
- „Реал“ – верига супермаркети
- „Уолмарт Германия“ – станала част от веригата „Реал“
- „Екстра“ – верига супермаркети
- „Медия маркт“ – верига супермаркети за електрически уреди
- „Сатурн“ – верига супермаркети за електрически уреди
- „Шпортарена“ – спортни принадлежности
- Lust for Life
- Emotions
- Грилфане
- „Аксе“
- C+C Schaper

## Права над името „Метро“
От 2003 г. „Метро“ АД се опитва да окупира името „Метро“ в Германия. В резултат Долносаксонската железница Метро Рейл се преименува в „Метроном Айзенбангезелшафт“.

## Противоречия
С нахлуването на Русия в Украйна на 24 февруари 2022 г. много международни и особено западни компании обявяват, че ще прекратят бизнеса си в Русия. За разлика от повечето си западни конкуренти, обаче, „Метро“ решават да запазят бизнеса си в Русия, поради което получават множество критики, а украински политици призовават за глобален бойкот на компанията. Впоследствие украинският клон на компанията получава заплахи за спиране на доставките от централата в Германия, за това че открито призовават за санкции срещу руския клон на „Метро“. През февруари 2023 г. Националната агенция за превенция на корупцията в Украйна включва компанията в списъка си на Международни спонсори на войната.